# Veliko Polje (Lukács)
Veliko Polje (1900-ig Ada, majd 1991-ig Ada Lukačka) falu Horvátországban Verőce-Drávamente megyében. Közigazgatásilag Lukácshoz tartozik.

## Fekvése
Verőce központjától légvonalban 13, közúton 15 km-re, községközpontjától légvonalban 8, közúton 10 km-re északkeletre, Nyugat-Szlavóniában, a Dráva jobb partján fekszik.

## Története
A település a 19. század második felében majorként keletkezett a Veliko poljénak, azaz Nagymezőnek nevezett határrészen. A régi Veliko polje-puszta nevű major a mai településtől kissé keletebbre, a Dráva egyik holtága mellett állt. Ma már nyoma sincs. A település Verőce vármegye Verőcei járásának része volt. A falunak 1880-ban 165, 1910-ben 233 lakosa volt. Az 1910-es népszámlálás szerint a lakosság 87%-a magyar, 13%-a horvát anyanyelvű volt. Az I. világháború után 1918-ban az új szerb-horvát-szlovén állam, majd később (1929-ben) Jugoszlávia része lett. A magyar lakosság helyére főként szerbek települtek be. 1981-ben ide csatolták Crni Zatonj (magyarul Feketezátony) drávaparti települést. 1991-ben 538 főnyi lakosságának 95%-a szerb, 2%-a horvát nemzetiségű volt. 2001-ben hozzá csatolták a szomszédos Dijelka (1900-ig Vereš, magyarul Vörös-puszta) települést. 2011-ben falunak 341 lakosa volt.

## Lakossága
| Lakosság változása | Lakosság változása | Lakosság változása | Lakosság változása | Lakosság változása | Lakosság változása | Lakosság változása | Lakosság változása | Lakosság változása | Lakosság változása | Lakosság változása | Lakosság változása | Lakosság változása | Lakosság változása | Lakosság változása | Lakosság változása |
| ------------------ | ------------------ | ------------------ | ------------------ | ------------------ | ------------------ | ------------------ | ------------------ | ------------------ | ------------------ | ------------------ | ------------------ | ------------------ | ------------------ | ------------------ | ------------------ |
| 1857               | 1869               | 1880               | 1890               | 1900               | 1910               | 1921               | 1931               | 1948               | 1953               | 1961               | 1971               | 1981               | 1991               | 2001               | 2011               |
| 0                  | 0                  | 165                | 152                | 196                | 233                | 207                | 962                | 1.130              | 1.128              | 990                | 714                | 620                | 538                | 422                | 341                |

## Nevezetességei
Dijelka falu Szent Lázár tiszteletére szentelt szerb pravoszláv temploma 1942-ig állt, amikor az usztasák lerombolták. A II. világháború után a helyén sokáig csak egy harangláb állt. Az 1970-es évek végén megkezdődött az új templom építése, amely azonban sohasem fejeződött be. A délszláv háború idején a félkész épület súlyosan megrongálódott. Falai ma elhagyatottan, sérülten és csupaszon állnak a falu főutcájától keletre, a mező szélén.

## Oktatás
Az első iskolaépület 1936-ban épült a településen és az oktatás a következő évben indult el benne. Az épület a II. világháború idején súlyosan megsérült, így az oktatás csak nagyon nehéz feltételek között indulhatott el benne. A korabeli feljegyzések szerint kezdetben egyetlen tanító oktatta mind a 121 tanulót egyetlen teremben. 1968-ban a község vezetése úgy határozott, hogy a tanítás csak az alsó tagozatosok számára folytatódott itt, míg a felsősök azóta Gornje Bazjéra járnak iskolába. 2009-ben felépítették az iskola új épületét. Ma családias körülmények között két osztályban egyetlen tanító oktatja itt a tanulókat.